# Arcuphantes arcuatulus
Arcuphantes arcuatulus là một loài nhện trong họ Linyphiidae.
Loài này thuộc chi Arcuphantes. Arcuphantes arcuatulus được Carl Friedrich Roewer miêu tả năm 1942.